# Antoine-Jean Saint-Martin
Antoine-Jean Saint-Martin (født 17. januar 1791 i Paris, død 17. juli 1832 sammesteds) var en fransk orientalist.
Saint-Martin studerede østerlandske sprog under Silvestre de Sacy, særlig koptisk og armenisk, udgav 1811 Notice sur l’Égypte sous les Pharéons, 1818—22 Mémoires historiques et géographiques sur l’Armenie og 1820 Recherches sur l’époque de la mort d’Alexandre.
Samme år blev han medlem af Académie des inscriptions et belles-lettres, 1824 bibliotekar hos kongen og inspektør over den orientalske afdeling af det kongelige trykkeri. Ved Julirevolutionen mistede han begge disse stillinger og døde to år efter i dyb armod. Længe efter hans død udkom: Fragments d’une histoire des Arsacides (1888).